# Додек на фронте
«Додек на фронте» (пол. Dodek na froncie; другое название — «Дымша на войне») — польский чёрно-белый художественный фильм, снятый режиссёром Михалом Вашиньским в 1936 году.
Авантюрная комедия.

## Сюжет
1916 год, Первая мировая война. Додек Вендзонка — солдат австро-венгерской армии, бывший первоклассный польский футболист, в перерыве между боями, заснул на передовой, накрывшись шинелью, принадлежавшей офицеру-медику русской армии, и был случайно обнаружен русским разведывательным отрядом, принявшим его за своего.
По удивительному стечению обстоятельств, его размещают среди русских в занятом имении Маево, которое принадлежит его бывшему командиру поручику Маевскому.
Во время отсутствия мужа, хозяйством руководит его жена Зофья, которой помогает прислуга — симпатичная Зузя. Додек, в совершенстве владея русским языком, водит за нос своих новых командиров, он даже успешно лечит больных и раненых солдат. По ходу фильма с ним происходит череда головокружительных приключений. Но идиллия длится недолго…

## В ролях
- Адольф Дымша — Додек Вендзонка,
- Хелена Гроссувна — Зузя,
- Мечислав Цибульский — польский поручик Ежи Маевский,
- Алиция Халяма — Зофья Маевская,
- Михал Знич — русский поручик Душкин,
- Юзеф Орвид — полковник русской армии,
- Мечислава Цвиклиньская — жена полковника русской армии,
- Владислав Грабовский — Великий князь Владимир Павлович,
- Вацлав Зданович — капитан,
- Стефан Хныдзиньский — ординарец,
- Ежи Кобуш
- Алла Баянова — солистка цыганского ансамбля (эпизод).

В фильме снялись хор Дана (русский солдатский хор) и цыганский хор Семёнова.